# Allonautilus scrobiculatus
Allonautilus scrobiculatus (nomeada, em inglês, crusty nautilus ou umbilicate nautilus; com crusty e umbilicate, respectivamente, traduzidos para o português como "com crosta" e "umbilicado") é uma espécie de molusco cefalópode nectônico marinho do Indo-Pacífico, pertencente à família Nautilidae e à ordem Nautilida, sendo classificada por John Lightfoot, em 1786, sob a denominação de Nautilus scrobiculatus, no texto "A Catalogue of the Portland Museum, lately the property of the Dutchess Dowager of Portland, deceased; which will be sold by auction by Mr. Skinner & Co.", publicado em Londres. Possui o comprimento máximo de 18.0 centímetros e seu umbílico, como todos no gênero Allonautilus, é bem amplo.

## Perióstraco
As conchas de Allonautilus scrobiculatus possuem um perióstraco de algas, como se fosse uma cobertura de pequenas epífitas, que lhes dão a aparência de uma pele de tonalidade marrom-amarelada, em geral; daí provindo a denominação crusty nautilus.

## Distribuição geográfica e habitat
Trata-se de uma espécie associada à zona bentônica, habitando uma faixa de águas profundidas na região ocidental do Pacífico central, nas Ilhas do Almirantado (onde foi encontrado seu tipo nomenclatural, em Ndrova) e restante do Arquipélago de Bismarck, sendo também encontrado na Papua-Nova Guiné e Ilhas Salomão.

## O gêneroAllonautilus
Durante os séculos XVIII ao XX as duas espécies de Allonautilus (A. scrobiculatus e A. perforatus) estiveram classificados no gênero Nautilus, porém um espécime coletado com seu corpo junto, em 1984, propiciou um estudo científico por Peter D. Ward e W. Bruce Saunders, em 1997: "Allonautilus: A New Genus of Living Nautiloid Cephalopod and Its Bearing on Phylogeny of the Nautilida" (Journal of Paleontology Vol. 71, No. 6, pp. 1054-1064), demonstrando a existência de diferenças anatômicas significativas entre o então Nautilus scrobiculatus e outras espécies de Nautilus, incluindo diferenças na morfologia branquial e detalhes do sistema reprodutor masculino, além de possuírem conchas mais umbilicadas.

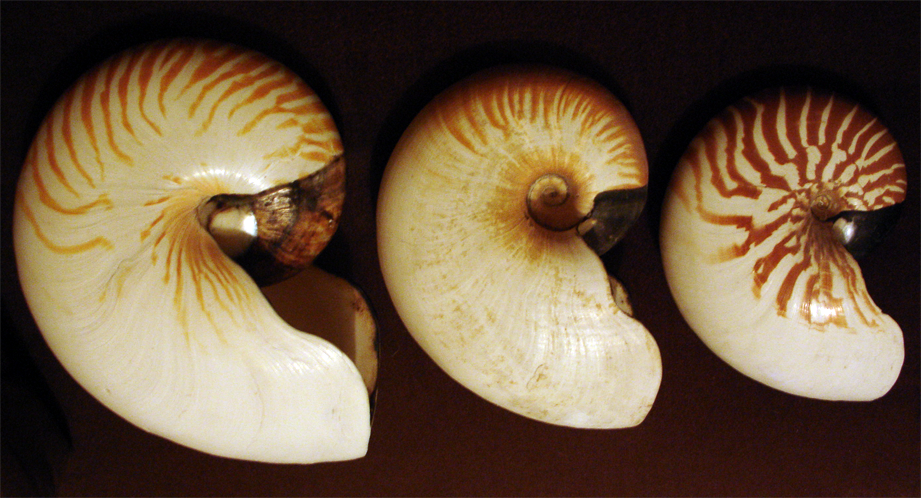
Uma concha de A. scrobiculatus (centro) entre conchas de Nautilus macromphalus (à esquerda) e Nautilus pompilius (à direita).

## Raridade
De acordo com o jornal The Independent, no texto "Allonautilus scrobiculatus: World's 'rarest' creature spotted for only the third time ever", esta espécie é uma das “criaturas mais raras do mundo”; flagrada pela terceira vez, pelo biólogo Peter Ward, na costa de Papua-Nova Guiné, em 2015 (o mesmo biólogo que determinou seu gênero, com base em uma captura de 1984). De acordo com a matéria, Ward retornou com uma equipe para a Papua-Nova Guiné, em julho, para estudar o Allonautilus, usando sistemas de "isca em uma vara" para puxar as criaturas à vista, entre 500 e 1300 metros abaixo da superfície da água.